# Jan Kemp
Pour les articles homonymes, voir Kemp.
Le général Jan Christoffel Greyling Kemp (né au Transvaal en 1872 et mort en Afrique du Sud en 1946) est un militaire Boer et homme politique sud-africain, membre du parlement (1920-1946), membre du parti national (1920-1934), du parti uni (1934-1939) puis de nouveau du parti national, il est ministre de l'agriculture (1924-1933), de l'agriculture et des forêts (1933-1935) puis ministre des terres (1935-1939) dans le gouvernement Hertzog.

## Biographie

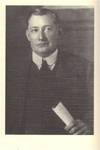
Jan Kemp

Fils de Jurie Johannes Kemp et de Maria Aletha Greyling, Jan Kemp est né le 10 juin 1872 dans le district d'Amersfoort dans l'est de la république sud-africaine du Transvaal (ZAR). Après avoir effectué sa scolarité à Pretoria, il est diplômé en éducation.

### La seconde guerre des Boers
Kemp devient instituteur puis entre au département de l'éducation de la ZAR. Il sert également, avec le grade de lieutenant, dans la milice du district de Krugersdorp et participe à plusieurs campagnes militaire contre les tribus indigènes ainsi qu'à la défense du Transvaal lors du raid Jameson. Il se distingue durant la guerre anglo-boer (1899-1902) au sein de l'armée de la république dans laquelle il grimpe les échelons pour atteindre celui de général. Il mène notamment un commando boer durant la bataille de Vlakfontein et participe à la bataille de Rooiwal dans les derniers jours de la guerre. Il est l'un des 6 délégués boers mandatés pour négocier la paix à Vereeniging. Après la victoire britannique, il reprend sa vie au Transvaal.

### La rébellion Maritz
Kemp est intégré en 1912 pour diriger la Force de Défense de l'Union d'Afrique du Sud mais en 1914, pour protester contre l'alignement de Louis Botha sur la Grande-Bretagne et l'entrée en guerre contre l'Allemagne, il démissionne de son poste et rejoint la rébellion Maritz durant laquelle il effectue avec son unité une traversée épique du désert du Kalahari pour rejoindre les rebelles dans le Sud-Ouest africain allemand. Finalement contraint de se rendre le 12 février 1915 aux troupes gouvernementales, il est emprisonné avant d'être libéré le 22 novembre 1916.

### Carrière politique

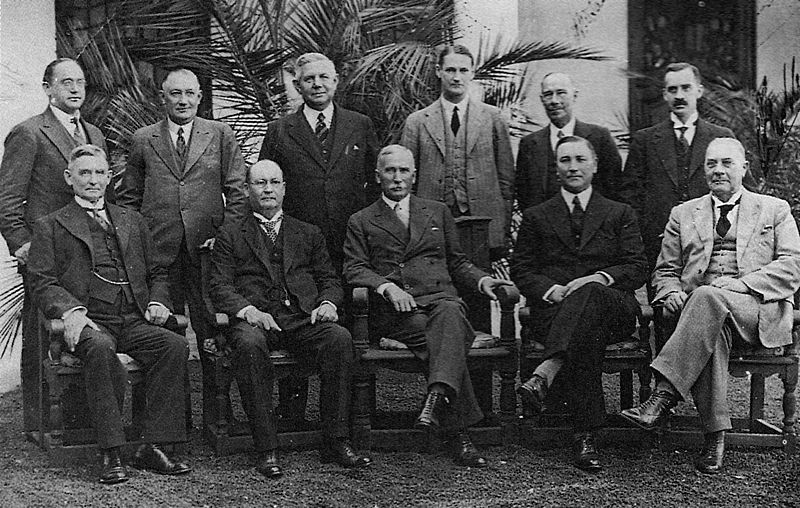
Le cabinet Hertzog en 1929:
Au premier rang (assis):
Frederic Creswell, D.F. Malan, J.B.M. Hertzog, Nicolaas Havenga et P.G.W. Grobler
Au second rand (debout)
Oswald Pirow, Jan Kemp, A. Fourie, E.G. Jansen, H.W. Sampson et C.W. Malan

En 1920, Kemp est élu au parlement sous les couleurs du parti national où il représente la circonscription de Wolmaransstad. De 1924 à 1939, il est ministre de l'agriculture (1924-1933), ministre de l'agriculture et des forêts (1933-1935) puis ministre des terres (1935-1939) au sein du gouvernement Hertzog. En tant que ministre de la Défense par intérim, il participe aux célébrations du centenaire du Grand Trek à Pretoria en décembre 1938.
Partisan de la neutralité de l'Afrique du Sud dans la Seconde Guerre mondiale, le général Kemp apporte son soutien à James Barry Hertzog. Se retrouvant dans la minorité au sein du parti uni, il retourne au parti national qu'il codirige dans la province du Transvaal. Replié dans sa ferme de l'Est-Transvaal, Jan Kemp est mort à Piet Retief le 31 décembre 1946.

## Hommages
En 1954, le village de Andalusia dans l'actuelle province du Cap-du-Nord a été rebaptisé Jankempdorp (village de Jan Kemp) en son honneur. De 1910 à 1994, Jankempdorp a eu la particularité d'être situé sur la frontière entre la province du Cap et la province du Transvaal, situant ainsi la ville dans ces provinces. Le village compte 14 000 habitants et fait partie de la municipalité de Phokwane dans le district de Frances Baard.